# Martyna z Rzymu
Święta Martyna z Rzymu (zm. 30 stycznia 226 lub 230 w Rzymie) – domniemana męczennica chrześcijańska, święta Kościoła katolickiego i prawosławnego. Jej autentyczność jest współcześnie kwestionowana.

## Legenda
Według legendy była bogatą sierotą. Opiekowała się biednymi i ubogimi. Podczas panowania Aleksandra Sewera została zatrzymana. Ponieważ nie zgodziła się oddać czci pogańskim bóstwom, rzucono ją lwu na pożarcie, ale ponieważ zwierzę nie pożarło jej, rzucono ją w ogień, a następnie ścięto.
Jedynym źródłem mówiącym o Martynie jest późna legenda, która powstała na podstawie passiones św. Tacjany i św. Pryski (łac. Passiones Tatianae et Priscae). W XII wieku legenda obrosła w nowe elementy i tak Święta Martyna miałaby być żoną Hadriana, a wraz z nią śmiercią męczeńską zginęli Konkordiusz i Epifaniusz.
W 1634 roku dokonano inwencji relikwii Martyny w krypcie kościoła św. Łukasza i św. Martyny na Forum Romanum ((wł.) SS. Luca e Martina). Jej czaszkę otrzymał klasztor przy Via Alessandrina, a papież Urban VIII ułożył hymny ku czci Świętej Martyny i ogłosił ją patronką Rzymu. Martyna z Rzymu jest również patronką matek karmiących piersią.
W XX wieku Paweł VI usunął ją z kalendarza liturgicznego, ponieważ o życiu tej legendarnej męczennicy nie wiadomo nic pewnego. Jej kult został wówczas ograniczony do rzymskiego kościoła świętych Łukasza i Martyny.
Wspomnienie liturgiczne w Kościele katolickim obchodzone jest 30 stycznia.
Wyznawcy prawosławia wspominają męczennicę 30 stycznia/12 lutego, tj. 12 lutego według kalendarza gregoriańskiego.